# Agentur für Passagier- und Fahrgastrechte
Die Agentur für Passagier- und Fahrgastrechte (apf) ist die gesetzlich vorgesehene, verkehrsträgerübergreifende, unabhängige, kostenlose und provisionsfreie Schlichtungs- und Durchsetzungsstelle für den Bahn-, Bus-, Schiffs- und Flugverkehr in Österreich (siehe auch: Alternative-Streitbeilegung-Gesetz (AStG) und Alternative-Streitbeilegung-Stellen).

## Geschichte
Die Agentur für Passagier- und Fahrgastrechte ist eine Nachfolgerin der bisherigen Schlichtungsstelle der Bahn der Schienen-Control GmbH und der Schlichtungsstelle zur Behandlung von Beschwerden von Fluggastrechten, die bislang beim Bundesministerium für Verkehr, Innovation und Technologie angesiedelt war. Ab 2015 kam in die neue Schlichtungsstellen auch der Bereich für den Bus- und Schiffsverkehr hinzu und wurde in dieser Agentur gebündelt.
Der Nationalrat hat am 22. April 2015 das Gesetz über die Agentur für Passagier- und Fluggastrechte beschlossen. Die Agentur wurde am 22. Juni 2015 der Öffentlichkeit vorgestellt. Es werden etwa 3000 Beschwerdefälle jährlich erwartet.

## Gesetzliche Grundlage
Gesetzliche Grundlage für die Agentur für Passagier- und Fahrgastrechte ist das Passagier- und Fahrgastrechteagenturgesetz (PFAG) sowie das Alternative-Streitbeilegung-Gesetz (AStG).
Europarechtliche Grundlage für dieses nationale Gesetz sind (§ 2 Abs. 1 PFAG):
- Verordnung (EG) Nr. 1371/2007 über die Rechte und Pflichten der Fahrgäste im Eisenbahnverkehr[6],
- Verordnung (EU) Nr. 181/2011 über die Fahrgastrechte im Kraftomnibusverkehr und zur Änderung der Verordnung (EG) Nr. 2006/2004[7] ,
- Verordnung (EG) Nr. 261/2004 über eine gemeinsame Regelung für Ausgleichs- und Unterstützungsleistungen für Fluggäste im Fall der Nichtbeförderung und bei Annullierung oder großer Verspätung von Flügen und zur Aufhebung der Verordnung (EWG) Nr. 295/91[8] und
- Verordnung (EU) Nr. 1107/2006 über die Rechte von behinderten Flugreisenden und Flugreisenden mit eingeschränkter Mobilität[9],
- Verordnung (EU) Nr. 1177/2010 über die Fahrgastrechte im See- und Binnenschiffsverkehr und zur Änderung der Verordnung (EG) Nr. 2006/2004[10].

sowie
- die Richtlinie 2013/11/EU über die alternative Beilegung verbraucherrechtlicher Streitigkeiten und zur Änderung der Verordnung (EG) Nr. 2006/2004 und der Richtlinie 2009/22/EG[11],
- Verordnung (EU) Nr. 524/2013 über die Online-Beilegung verbraucherrechtlicher Streitigkeiten und zur Änderung der Verordnung (EG) Nr. 2006/2004 und der Richtlinie 2009/22/EG[12].

## Zweck
Nach § 1 des PFAG hat die Agentur Streit- bzw. Beschwerdefälle „aus der Beförderung von Fahrgästen bzw. Fluggästen auf Eisenbahnen, mit Kraftfahrlinien, in der Luftfahrt und in der Schifffahrt bei einer unabhängigen Schlichtungsstelle zu klären und außergerichtlich beizulegen.“

## Aufgaben
In ihrer Funktion als Schlichtungsstelle ist die apf für die Klärung von Fahrgast- bzw. Passagierbeschwerden mittels außergerichtlicher Streitbeilegung -Schlichtungsverfahren – verantwortlich und verhilft Betroffenen im Streitfall mit dem Unternehmen zu ihrem Recht und ihrer Entschädigung.
In ihrer Funktion als Durchsetzungsstelle prüft die apf im Bahn-, Bus-, Schiffs- und Flugbereich die Einhaltung der in den EU-Verordnungen verankerten Rechte.

### Eisenbahnverkehr
Beschwerden, welche die Beförderung von Fahrgästen, Reisegepäck oder Gütern auf Haupt- und Nebenbahnen betreffen und die mit einem Eisenbahnunternehmen oder mit einer Verkehrsverbundorganisationsgesellschaft (§ 78a EisbG) erfolgt sind (sofern sie im Zusammenhang mit derartigen Eisenbahnverkehrsleistungen stehen), können an die Agentur herangetragen werden. Diese Beschwerden können z. B. betreffen:
- Streitigkeiten über Entschädigungen bei Verspätungen und Zugausfällen,
  - Einzelfahrkarten: bei mehr als 60 Minuten Verspätung 25 Prozent, ab 120 Minuten 50 Prozent des Ticketpreises,
  - Wochen- und Monatskarten: Entschädigungshöhe wird von jedem Unternehmen selbst festgelegt,
- Strafzahlungen,
- Erstattung von Einzelfahrkarten und Zeitfahrkarten,
- Umgang mit Beschwerden hinsichtlich Beantwortungsfristen etc.,
- beschädigtes oder verlorenes Gepäck,
- mangelnde Qualität des Essens, des Wagenmaterials oder sonstiger Leistungen etc.,
- Fehlende Information der Fahrgäste über ihre Rechte und Veröffentlichung der Fahrpläne,
- Nichteinhaltung der Rechte von Menschen mit Behinderung und eingeschränkter Mobilität. Für mobilitätseingeschränkte Reisende muss bei rechtzeitiger Anmeldung kostenlose Hilfe bis zum Bahnhof und beim Ein- und Ausstieg angeboten werden,
- Fahrgäste die ihr Ticket bei einem Bahnunternehmen oder Verkehrsverbund mit Sitz in Österreich oder einem in Österreich tätigen Bahnunternehmen gekauft haben.

### Busverkehr
Beschwerden gegen Berechtigungsinhaber als Beförderer im Rahmen des Busverkehrs und auch Reisevermittler, Reiseveranstalter, Fahrscheinverkäufer und Busbahnhofbetreiber, können an die Agentur herangetragen werden. Diese Beschwerden können z. B. betreffen:
- Entschädigung für Verspätungen. Im Busverkehr hat der Fahrgast ab 120 Minuten Verspätung entweder Anspruch auf:
  - eine alternative Beförderung,
  - Erstattung des Fahrpreises,
  - Wird dem Fahrgast diese Auswahl nicht angeboten hat sie/er zusätzlich Anspruch auf 50 Prozent des Ticketpreises,
- Erstattung und Entschädigung bei Ausfällen bzw. Annullierung von Busfahrten,
- Fehlende Informationen über die Rechte der Fahrgäste und Ansprüche auf diverse Hilfeleistungen/Betreuungsleistungen (z. B. Anspruch auf Mahlzeiten/Erfrischungen, Unterkunft wenn die Weiterreise nicht möglich ist, Telefonate, kostenlose Rückreise bzw. Umbuchung),
- Nichteinhaltung der Rechte von Menschen mit Behinderung und eingeschränkter Mobilität. Für mobilitätseingeschränkte Reisende muss bei rechtzeitiger Anmeldung kostenlose Hilfe bis zum Busbahnhof und beim Ein- und Ausstieg angeboten werden,
- Ersatz für Mobilitätshilfen, die von Mitarbeitern des Unternehmens beschädigt oder verloren wurden,
- Bei Vorfällen mit Bezug zu Österreich (entweder Abfahrt/Ankunft in Österreich) oder wenn das Ticket bei einem Unternehmen mit Sitz in Österreich gekauft bzw. die Beförderung von einem solchen Unternehmen durchgeführt wurde.

### Flugverkehr
Fluggäste können Streit- oder Beschwerdefälle wegen behaupteter Verstöße gegen Ge- oder Verbote, die sich aus der Verordnung (EG) Nr. 261/2004 oder aus der Verordnung (EG) Nr. 1107/2006 ergeben, der Agentur für Passagier- und Fahrgastrechte vorlegen (siehe auch § 39a LFG). Diese Beschwerden können z. B. betreffen:
- Entschädigung für Verspätungen im Flugverkehr ab einer Ankunftsverspätung von drei Stunden. Je nach Flugentfernung erhält der Passagier 250 Euro, 400 Euro oder 600 Euro Entschädigung,
- Erstattung und Entschädigung bei Ausfällen bzw. Annullierung von Flügen,
- Erstattung und Entschädigung bei Nichtbeförderung (z. B. aufgrund von Überbuchung),
- Erstattung bei Herabstufung (Downgrade)
- Fehlende Informationen über die Rechte von Fluggästen und Ansprüche auf diverse Hilfeleistungen/Betreuungsleistungen (z. B. Anspruch auf Mahlzeiten/Erfrischungen, Unterkunft wenn die Weiterreise nicht möglich ist, Telefonate, kostenlose Rückreise bzw. Umbuchung),
- Nichteinhaltung der Rechte von Menschen mit Behinderung und eingeschränkter Mobilität (bzw. Assistenzleistung oder Ersatz von Mobilitätshilfen die von Mitarbeitern des Unternehmens beschädigt oder verloren wurden usw.)
- Passagiere einer Fluglinie mit Hauptniederlassung in Österreich,
- Passagiere die auf Flughäfen innerhalb Österreichs einen Flug antreten bzw. ankommen (sowohl Linien- als auch Charterflüge). Bei Ankunft aus einem Nicht-EU-Land nur dann, wenn die Fluglinie ihre Hauptniederlassung in der EU hat.

### Schiffsverkehr
Verantwortliche im Rahmen des Schiffsverkehrs sind Konzessionsinhaber sowie Hafen- und Fahrgastanlagenbetreibern als Terminalbetreiber und Fahrscheinverkäufer, Reisevermittler und Reiseveranstalter. Beschwerden gegen diese können z. B. betreffen:
- Entschädigung für Verspätungen im Schiffsverkehr ab einer Ankunftsverspätung von 60 Minuten. Es werden 25 Prozent bzw. 50 Prozent auf den Ticketpreis entschädigt (das ist im Einzelfall von der planmäßigen Fahrtdauer und der tatsächlichen Verspätung abhängig),
- Erstattung und Entschädigung bei Ausfällen bzw. Annullierung von Schifffahrten,
- Fehlende Informationen über die Rechte der Fahrgäste und Ansprüche auf diverse Hilfeleistungen/Betreuungsleistungen (z. B. Anspruch auf Mahlzeiten/Erfrischungen, Unterkunft wenn die Weiterreise nicht möglich ist, Telefonate, kostenlose Rückreise bzw. Umbuchung),
- Nichteinhaltung der Rechte von Menschen mit Behinderung und eingeschränkter Mobilität. Für mobilitätseingeschränkte Reisende muss bei rechtzeitiger Anmeldung kostenlose Hilfe zum Terminal bzw. Hafen und beim Ein- und Ausstieg angeboten werden,
- Ersatz von Mobilitätshilfen die durch Mitarbeiter des Unternehmens beschädigt oder verloren wurden,
- Bei Vorfällen mit Bezug zu Österreich (entweder Abfahrt/Ankunft in Österreich) oder wenn das Ticket bei einem Unternehmen mit Sitz in Österreich gekauft bzw. die Beförderung von einem solchen Unternehmen durchgeführt wurde.

## Verfahrensablauf
Um die Schlichtungsstelle in Anspruch nehmen zu können, ist in jedem Fall ein Bezug des Vorfalls bzw. Unternehmens zu Österreich erforderlich.

### Allgemein
Den Verfahrensablauf kann die Agentur in engem Rahmen als veröffentlichte und allgemein zugängliche Richtlinie grundsätzlich selbst festlegen (§ 6 Abs. 5 PFAG). Vor jeder Inanspruchnahme der Agentur ist vom Betroffenen das Unternehmen zu kontaktieren und eine Lösung zu suchen (§ 5 Abs. 1 PFAG). Erst, wenn es dann keine befriedigende Lösung gibt, kann die Agentur befasst werden. Eine Beschwerde sollte mittels Online-Beschwerdeformular eingebracht werden, kann aber auch per Post oder Fax übermittelt werden.
Die Agentur muss nicht zwingend mit dem Problem befasst werden, es ist dies eine Möglichkeit neben allen anderen bereits bestehenden. Im Rahmen des EisbG (Eisenbahnverkehr) und des KflG (Busverkehr) beträgt die maximale Dauer des Schlichtungsversuches, bevor die Agentur damit befasst werden kann drei Monate, im Rahmen des SchfG (Schiffsverkehr) zwei Monate. Im Rahmen des LFG (Flugverkehr) jedoch ist keine maximale Verfahrensdauer vorgesehen, so dass die Beschwerde auch sofort an die Agentur herangetragen werden kann, nachdem mit dem betroffenen Unternehmen keine Lösung gefunden wurde.
Grundsätzlich sind Schlichtungen von der Agentur innert 90 Tagen vorzunehmen (§ 6 Abs. 1 PFAG). In besonderen komplexen Fällen kann auch ein längerer Zeitraum in Anspruch genommen werden.
Die von einer Beschwerde betroffenen Unternehmen müssen an einem Schlichtungsverfahren zwingend und bei Strafandrohung mitwirken, alle erforderlichen Auskünfte erteilen und Unterlagen vorlegen.

### Ablehnung einer Beschwerde
Die Agentur kann die Behandlung einer Beschwerde nach § 6 Abs. 2 PFAG ablehnen, wenn
- bei der Einbringung der Beschwerde der Zeitpunkt der Befassung des betroffenen Unternehmers mit dem Anliegen mehr als ein Jahr zurückliegt, oder
- das Vorbringen in der Beschwerde mutwillig ist oder
- derartig erscheint, dass seine Behandlung den effektiven Betrieb der Agentur für Passagier- und Fahrgastrechte ernsthaft beeinträchtigen würde.

Die Ablehnung der Behandlung einer Beschwerde ist dem Antragsteller nach § 6 Abs. 4 PFAG umgehend mitzuteilen.

### Hemmung der Verjährung
Durch die eingebrachte Beschwerde bei der Agentur und die entsprechende Fortsetzung eines Schlichtungsverfahrens wird nach § 6 Abs. 3 PFAG der Anfang und der Fortlauf der Verjährung sowie der sonstigen Fristen zur Geltendmachung der vom Schlichtungsverfahren betroffenen Rechte und Ansprüche gehemmt.

### Entscheidung
Grundsätzlich sind die Entscheidungen der Agentur für die Unternehmen nicht verbindlich. Wird eine einvernehmliche Lösung nicht gefunden, muss die Agentur den Beteiligten ihre Ansicht zum Beschwerdeanliegen nach § 6 Abs. 4 PFAG schriftlich mitteilen und kann auch eine Empfehlung schriftlich abgeben, die jedoch ebenfalls unverbindlich und auch nicht anfechtbar ist.
Wird im Verfahren im Rahmen des Eisenbahngesetzes keine einvernehmliche Lösung gefunden, kann die Schienen-Control Kommission aussprechen, dass die Empfehlung der Agentur für Passagier- und Fahrgastrechte wegen eines behaupteten Verstoßes gegen anzuwendende Bestimmungen der Verordnung (EG) Nr. 1371/2007 oder des EisenbahnBeförderungs- und Fahrgastrechtegesetzes für verbindlich erklärt werden (§ 78a Abs. 5 EisbG).

## Kosten
Die Tätigkeit der Agentur ist für den Rechtssuchenden kostenlos. Die betroffenen Unternehmen sind zu einer Kostenbeteiligung verpflichtet. Die Höhe der Kosten für die betroffenen Unternehmen werden durch eine eigene Verordnung des Bundesministers für Verkehr, Innovation und Technologie pauschaliert und in gleicher Höhe für jedes einzelne Schlichtungsverfahren im Vorhinein für ein Geschäftsjahr festgesetzt und angepasst (§ 4 Abs. 1 und 3 PFAG. Die errechneten Kosten von 586.000 Euro jährlich sollen gemäß Presseaussendung zu 40 Prozent von den Transportunternehmen und zu 60 Prozent vom Bund getragen werden.).
Die weiteren Kosten werden vom Bund getragen (§ 4 Abs. 1 PFAG). Ein Kostenersatz der Schienen Control GmbH bei Schlichtungsverfahren im Rahmen des Eisenbahngesetzes (z. B. Verspätungen bei Eisenbahnen) kann zusätzlich auch den, dieser Einrichtung unterworfenen Unternehmen, jährlich pauschal mit Bescheid vorgeschrieben werden (§ 80 Abs. 1 EisbG).

## Einrichtung und Organisation
Die Agentur für Passagier- und Fahrgastrechte ist gemäß § 3 Abs. 1 PFAG von und bei der Schienen-Control GmbH einzurichten. Dabei hat die Schienen-Control GmbH „die Erfüllung ihrer Aufgabe als Agentur für Passagier- und Fahrgastrechte organisatorisch und rechnerisch getrennt von der Erfüllung der anderen ihr gesetzlich zugewiesenen Aufgaben wahrzunehmen.“
Die Agentur besteht aus einem paritätisch zusammengesetzten Aufsichtsrat, die Vorsitzende ist vom Bundesministerium für Verkehr, Innovation und Technologie benannt. Es sind mehrere Mitarbeiterinnen und Mitarbeiter und eine Leiterin, die auch Schlichterin gemäß § 10 Abs. 2 AStG ist, mit der Durchführung der Aufgaben der Agentur betraut.